# Studio 49

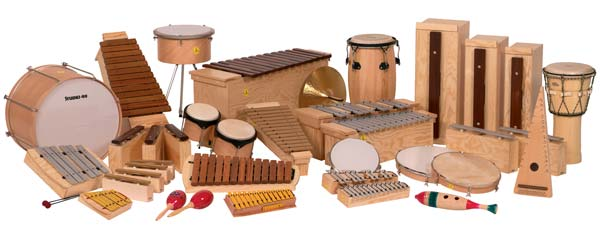
l’Instrumentarium pédagogique Orff-Schulwerk

La société Studio 49 a été fondée en 1949 par le luthier Klaus Becker-Ehmck.
Elle a pour but la fabrication de l'instrumentarium Orff utilisé dans la pédagogie musicale active « Orff-Schulwerk » développée par le compositeur Carl Orff, la pédagogue Gunild Keetman, la danseuse Maja Lex et la chorégraphe Dorothee Günther.

## Historique
L'histoire de Studio 49 est étroitement liée à celle du compositeur Carl Orff. Celui-ci avait reçu en cadeau un instrument à lames avec une caisse de résonance venant d'Afrique, lequel se jouait avec une mailloche. Orff avait demandé à son ami, le manufacteur de clavecins Karl Maendler de lui fabriquer un instrument sur ce modèle afin de l'utiliser avec des enfants. En 1948, après le succès du Orff-Schulwerk de nombreux professionnels de l'éducation demandèrent à Orff où se procurer les instruments. Karl Maendler ayant cessé son activité pour cause de guerre, Carl Orff s'est adressé au jeune Klaus Becker-Ehmck qui lui avait été présenté par l'un de ses étudiants. Dès lors la collaboration entre Orff et Klaus Becker-Ehmck s'est accentuée et la société Studio 49 fut créée. Le développement croissant des gammes d'instruments éducatifs et professionnels a obligé en 1968 la société à s'installer dans la banlieue de Munich, locaux qu'elle occupe toujours aujourd'hui.

## Activités
Installée aujourd'hui à Gräfelfing près de Munich, la société continue de fabriquer, comme à l'origine, des instruments à percussion de grande qualité destinés aux enfants (xylophones, métallophones, carillons éducatifs ou glockenspiel, djembe, tambourin ,
grosse caisse, timbales, psaltérions, bongos, cymbales, cajón,
etc.) mais elle propose à présent des gammes également destinées aux professionnels. Même si le recours aux machines est rendu nécessaire pour développer les instruments, il n'en reste pas moins que chacun d'eux est terminé artisanalement par la main de l'homme, ce qui leur donne une qualité incomparable.
Les instruments Studio 49 équipent l'ensemble de l'instrumentarium de l'Institut Orff de Salzbourg.

## Musiciens utilisant les instruments pédagogiques
- Jos Wuytack

## Orchestres utilisant la gamme "Royal Percussion" de Studio 49
Berliner Philharmoniker (Allemagne); Gewandhaus zu Leipzig (Allemagne); Mailander Scala (Italie); Mozarteum Orchester Salzburg (Autriche); Wiener Orchester (Autriche)

### Articles annexes
- La biographie du compositeur Carl Orff.
- Le concept de pédagogie musicale active le: Orff-Schulwerk
- L'Institut Orff de Salzbourg